# Georg Melantrich von Aventin

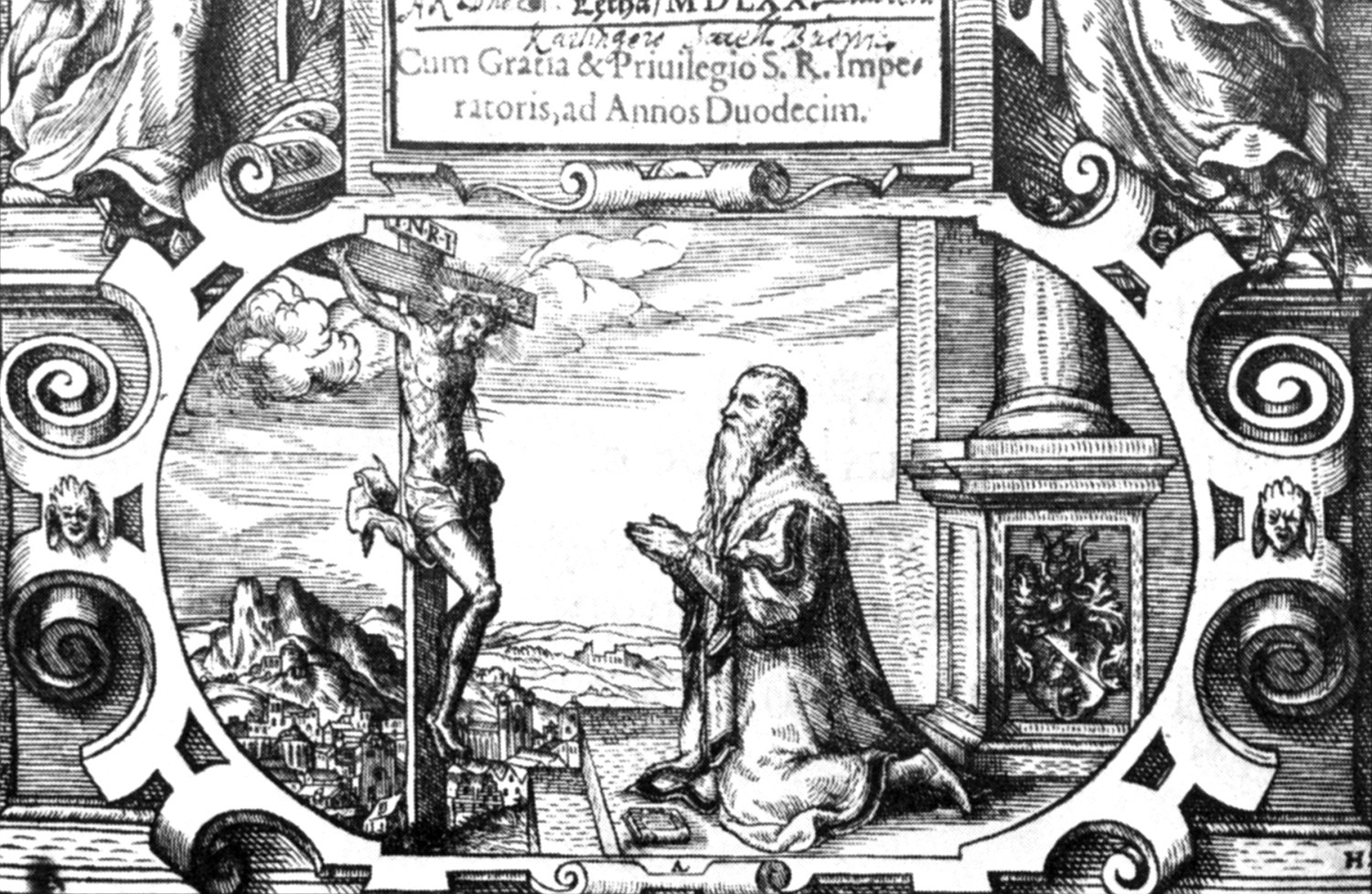
Das einzige bekannte Porträt Melantrichs von Aventin – Ausschnitt aus dem Titelblatt der Melantrich-Bibel von 1570

Georg Melantrich von Aventin (tschechisch Jiří Melantrich z Aventina, ursprünglich Jiří Černý Rožďalovický; * um 1511 in Rožďalovice; † 19. November 1580 in Prag) war ein tschechischer Drucker und Verleger in der Zeit der Renaissance.
Seine Druckerei baute Melantrich zu einem Unternehmen von europäischem Format aus. Zur Grundlage seines Geschäfts wurde die Bibel in tschechischer Sprache, die er wahrscheinlich vier- oder fünfmal herausgab. Er verlegte eine breite Palette religiöser und erbaulicher Werke für katholisches und lutherisches Publikum, humanistische Literatur und lateinische Poesie. Von internationaler Bedeutung war seine Zusammenarbeit mit dem italienischen Arzt und Botaniker Pietro Andrea Mattioli. Aus seiner Werkstatt gingen außerdem Handbücher und Wörterbücher, juristische Werke und Unterhaltungsliteratur hervor.
Melantrich war Mitglied des Rates der Prager Altstadt. 1557 wurde er in den Adelsstand erhoben. Er war ein humanistisch gebildeter Utraquist, beeinflusst vom lutherischen Glauben und tolerant gegenüber Katholiken.
Ab 1576 arbeitete er mit seinem Schwiegersohn Daniel Adam z Veleslavína zusammen, welcher die Druckerei nach Melantrichs Tod übernahm und erfolgreich weiterführte.

## Kindheit und Jugend
Das Geburtsdatum Jiří Černýs, des späteren Melantrich von Aventin, ist unbekannt. Das oft angegebene Jahr 1511 stützt sich auf den historischen Kalender des Daniel Adam, nach dem Melantrich 69 Jahre alt wurde. Er stammte aus einer einfachen utraquistischen Familie. 1534 trat er in Prag als Bakkalaureus in die artistische Fakultät der Karls-Universität ein.
Es wird angenommen, dass er nach Erlangung des Bakkalaureats zum weiteren Studium nach Wittenberg ging, wo damals der Humanist und Theologe Philipp Melanchthon unterrichtete. In dieser Zeit änderte Jiří Černý seinen Nachnamen zu Melantrichos (griechisch „Schwarzkopf“). Die oft geäußerte Vermutung, dass Melantrich auf Sigismund Gelenius traf, der seit 1524 in der Druckerei des Johann Froben in Basel beschäftigt war, stützen die Quellen nicht.
Der Historiker Zikmund Winter schreibt, dass ein gewisser Jiří Černý im Jahre 1541 eine erbauliche Broschüre druckte. Es handelte sich um sein erstes und letztes Werk, denn seine Druckerei ging nach der Herausgabe bankrott. Ob dieser Jiří Černý mit Melantrich identisch war, ist aber unbewiesen. Sicher belegt ist Melantrich im Jahr 1545 auf der Herrschaft des Johann von Pernstein im mährischen Prostějov, wo er in der Druckerei des Jan Günther an dem Buch Doktora Urbana Rhegia rozmlouvání s Annou, manželkou svou (Des Doktor Urbanus Rhegius Gespräch mit seiner Frau Anna) arbeitete. Dieses Buch gab Melantrich später noch zweimal heraus.

## Anfänge in Prag

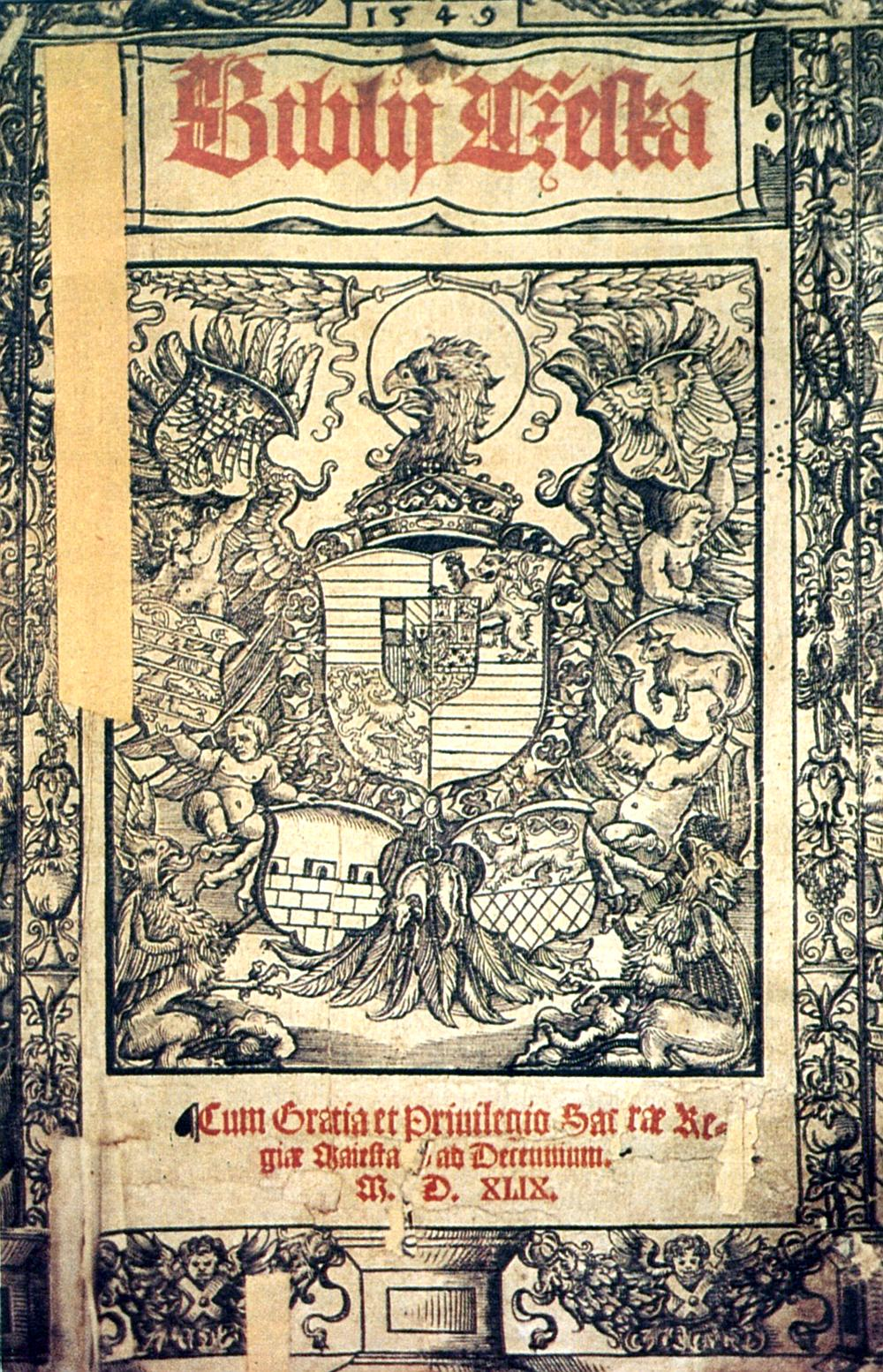
Bible Česká aus dem Jahr 1549, gemeinsame Ausgabe von Netolický und Melantrich, Titelblatt

Melantrich wirkte bis Ende 1546 oder Anfang 1547 in Prostějov. Dann ging er nach Prag, das zu jener Zeit einen wirtschaftlichen Aufschwung erlebte. Schon seit 1488 arbeitete dort die Druckerei Severin–Kamp. Sie produzierte unter anderem 1529 und 1537 zwei Bibelausgaben. Nur dieser eine Betrieb hatte die Krise in den 1520er Jahren überlebt. 1544 arbeiteten in Prag allerdings wieder zehn Druckereien und ihre Zahl wuchs ständig.
Melantrich brachte aus Mähren Druckermaterial mit und 1547 gab er ein weiteres Werk Rhegios heraus, die tschechische Übersetzung seines Katechismus. Den vielversprechenden Anfang der Werkstatt unterbrach jedoch ein Druckverbot, das Ferdinand I. als Reaktion auf den ersten Ständeaufstand in Böhmen 1547 erließ. Melantrich trat daraufhin in den Betrieb des Bartoloměj Netolický ein, der als gemäßigter Katholik von dem Verbot nicht betroffen war. Offiziell nur ein Angestellter, war Melantrich in geschäftlicher Hinsicht offensichtlich ein gleichwertiger Partner. Nach den benutzten Lettern und weiterem typographischen Material kann man die Arbeit der beiden Drucker deutlich unterscheiden. Melantrich beteiligte sich am Druck der Dokumente, die Ferdinand I. zum Ständeaufstand zusammenstellen ließ und des religiösen Werkes Testamentové a neb kšaftové dvanácti patriarchův (Testamente der zwölf Patriarchen). Er bereitete sich dabei intensiv auf das Hauptprojekt der kommenden Jahre vor, die Neuausgabe der tschechischen Bibel. Sie wurde später als Melantrich-Bibel oder Melantriška bezeichnet.
Die Bibel, insbesondere als Komplettausgabe in tschechischer Sprache, war in Böhmen des 16. Jahrhunderts eine lukrative Ware. Ihre Edition erhöhte das Prestige eines Druckers stark. Dessen war sich Melantrich voll bewusst. Darum wird er bereits in der ersten Ausgabe von 1549 als Partner des Netolický aufgeführt. Obwohl die Bibel einen sicheren Gewinn versprach, waren Vorbereitung und Druck eines so umfangreichen Buches außerordentlich aufwendig und dauerten mehrere Jahre. Ohne große Ersparnisse oder einen reichen Sponsor konnte das Vorhaben nicht ausgeführt werden. Neben der rechtlichen Absicherung unterstützte Netolický Melantrich also offenbar auch finanziell. Zweifellos auf das Betreiben Melantrichs sicherte sich Netolický auch das Privileg für Druck und Verkaufsmonopol der Bibel auf Dauer von zehn Jahren. Den tschechischen Text der Melantrich-Bibel unterzog der Übersetzer und Kanzler der Prager Altstadt Sixt von Ottersdorf einer sprachlichen Prüfung, und auch die typographische Gestaltung war sorgfältig geplant. Die Ausgabe brachte Melantrich einen ansehnlichen Gewinn und wurde zusammen mit weiteren Bibelausgaben zum Stützpfeiler seiner Unternehmung.
Bis zum Jahr 1552 gab Melantrich weitere 17 Titel heraus. Bis auf das Neue Testament von 1551 waren sie eher von kleinerem Umfang.

## Selbständigkeit

### Die Jahre 1552–1560

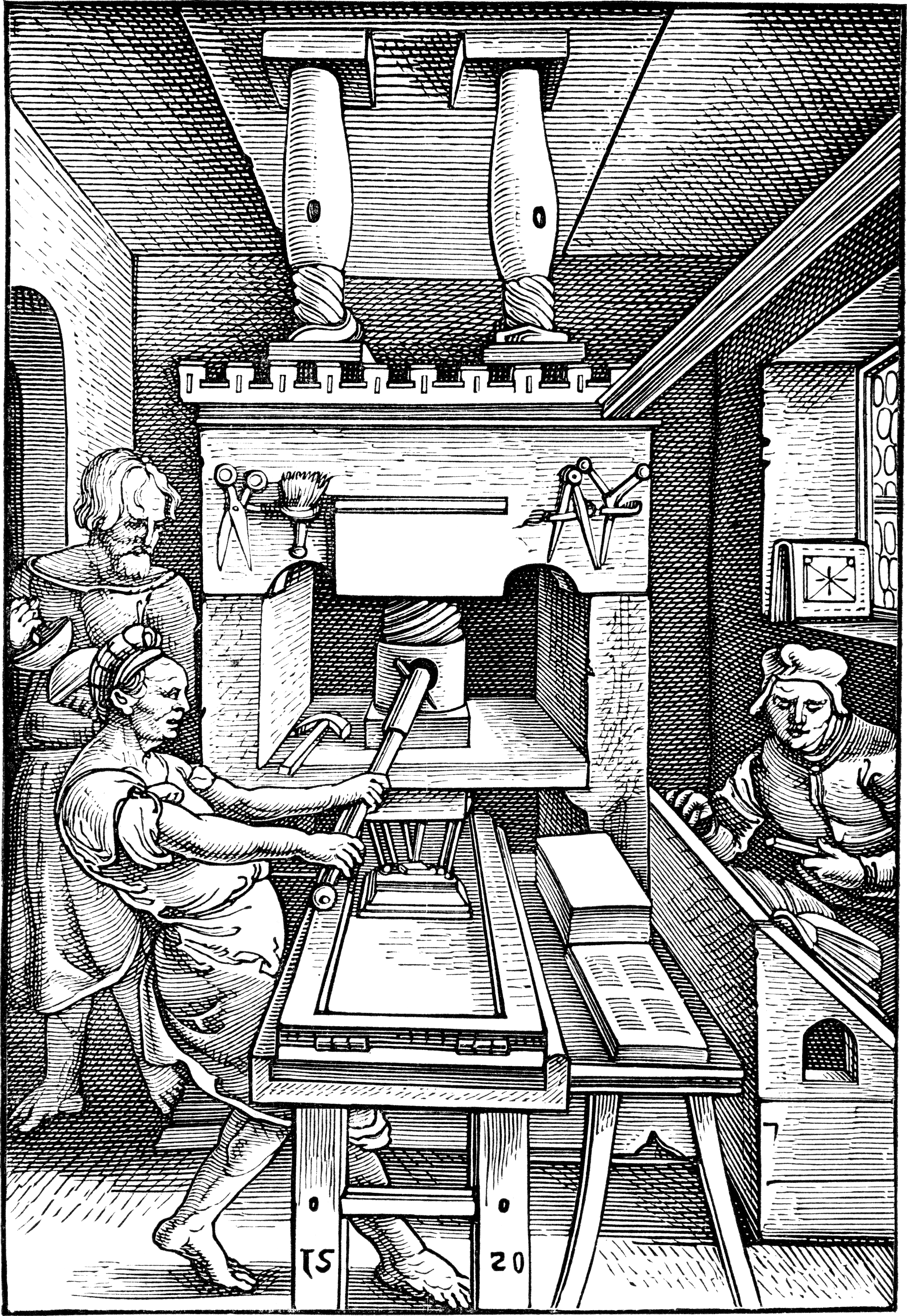
Arbeit in der Offizin, Abbildung von 1520: Der Mann links hält die Kissen, mit denen die Farbe aufgetragen wird, ein zweiter bedient die Druckerpresse, auf dem Tisch liegen saubere und bereits bedruckte Bögen, ein dritter Mann an einem Pult am Fenster bereitet den Satz der nächsten Seite vor, nach dem aufgeschlagenen Buch, das ein Manuskript oder eine ältere Ausgabe des Werkes enthält.

Im Jahre 1552 übernahm Melantrich die Druckerei von Netolický und machte sich selbständig. Schon seit 1550 wurden den Prager Druckern allmählich erneut Privilegien erteilt, zunächst nur auf einzelne Bücher beschränkt. Entscheidend war aber offensichtlich, dass es Melantrich gelang, Netolický das Privileg für die Bibel abzukaufen. Er verlegte die Druckerei von der Kleinseite in die Altstadt, wo er bereits 1551 ein Haus gekauft und das Bürgerrecht erworben hatte.
In jener Zeit druckte er eher kleinere Titel, zum Beispiel Aderlasskalender (minutio sanguinis), Wetterregeln, ein Gebetbuch, eine weitere Übersetzung des Urbanus Rhegius, ein Buch namens Studnice života (Brunnen des Lebens) oder das Kanzleihandbuch Formy a notule čili Tytulář. 1554 heiratete Melantrich, seine Frau starb jedoch kurze Zeit später. Schon im Jahr darauf heiratete er erneut. Offenbar hielt er sich nach Beginn der Selbständigkeit geschäftlich zurück, weil er mit dem Kauf und der Renovierung des Hauses ausgelastet war. Er knüpfte jedoch auch neue Kontakte. Melantrich hatte Verbindung mit dem Humanisten und Mäzen Jan Hodějovský z Hodějova und mit weiteren Gelehrten aus dessen Kreis, zum Beispiel mit dem jungen Thaddaeus Hagecius. Wichtig war auch sein Kontakt zum Hof des böhmischen Statthalters Ferdinand II. von Tirol.
Am 7. Dezember 1556 erschien die zweite Ausgabe der Melantrich-Bibel. Er hatte seit 1555 an ihr gearbeitet und gab sie in einer hohen Auflage heraus, denn 1559 endete das Privileg für den Verkauf. Die Ausgabe war mit einem neuen Titelblatt versehen und Melantrich benutzte hier zum ersten Mal ein neues Druckersignet. Obwohl sie neu gesetzt wurde, unterschied sich die Bibel von der vorigen Ausgabe nur in Details.
Gleich nach dem Ende des Bibeldruckes begann die Arbeit an weiteren Titeln. Darunter war zum Beispiel  das Buch der Leichenpredigten des Reformators Johann Spangenberg. Vom Umfang und Auflage klein, aber von hoher Qualität in Typographie sind die lateinischen Poesiesammlungen der humanistischen Freunde Melantrichs. Eine dieser Sammlungen enthielt Verse zur Feier der Hochzeit des Wilhelm von Rosenberg am 28. Februar 1557. Es ist wohl kein Zufall, dass dieser Adlige später die Ausgabe des damals beliebten lutherischen Erbauungsbuches Jesus Syrach, jinak Ecclesisticus mit dem Untertitel zrcadlo pobožnosti, ctnosti, kázně i počestnosti (Spiegel der Frömmigkeit, Zucht, Tugend und Ehrbarkeit) unterstützte, das Luthers Freund Caspar Huberinus geschrieben und das Tomas Reschl, katholischer Pfarrer in Königgrätz, ins Tschechische übersetzt hatte. Das Buch kam erstmals 1557 und anschließend noch einige weitere Male heraus.

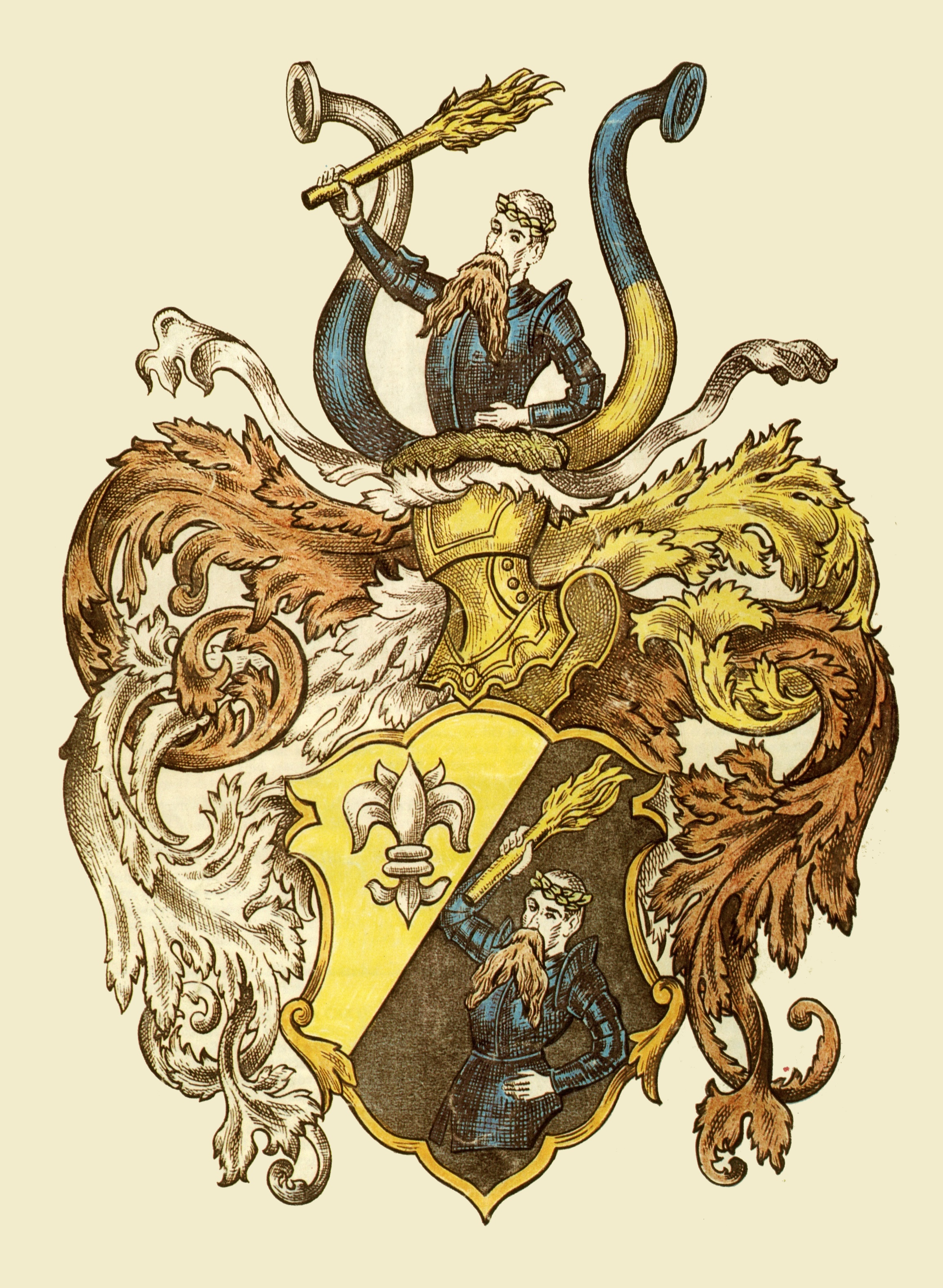
Koloriertes Wappen des Georg Melantrich, das ihm zusammen mit dem Titel von Aventin 1557 verliehen wurde.

Mitte August 1557 wurde Melantrich mit einem Wappen und dem Adelsprädikat von Aventin geehrt. Der Name nimmt Bezug auf das römische Aventin, wo die erste öffentliche Bibliothek gestanden hatte. Am 20. Juni 1558 wurde er Ratsherr der Prager Altstadt. Mit Unterbrechung in den Jahren 1560–1565, in die Melantrichs unternehmerische Hauptaktivität fällt, beteiligte er sich bis 1579 als Ratsherr an der Stadtverwaltung.
In dieser Zeit gab Melantrich eher kleinere Drucke heraus. 1558 druckte er das Neue Testament im Kleinformat, ein Jahr später eine ähnliche Oktavausgabe der illustrierten Evangelien und Episteln. Er gab jedes Jahr den Aderlasskalender und die Wetterregeln heraus und druckte auch die Sitzungsakten des böhmischen Landtages.

### Die Jahre 1561–1564

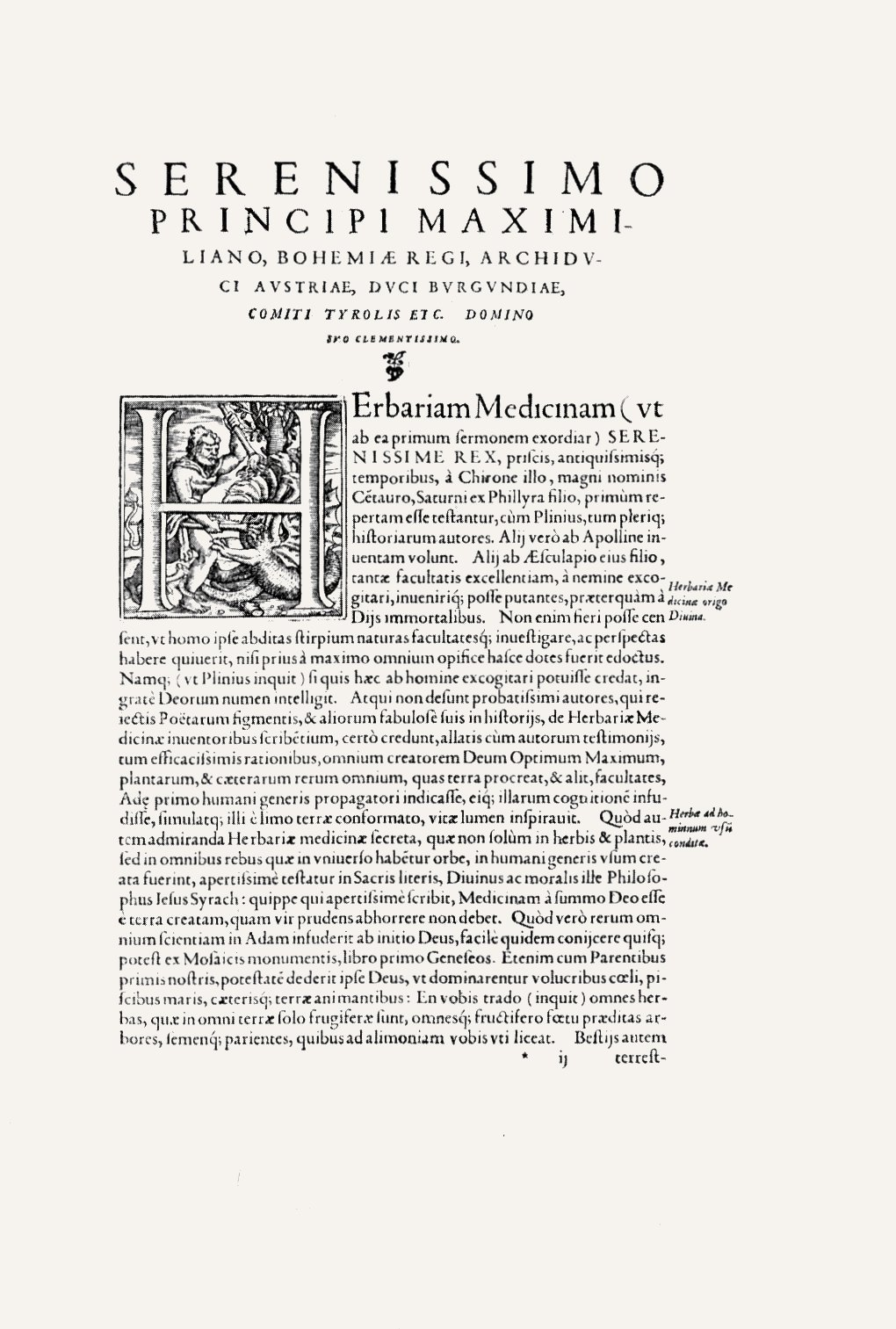
Textseite von Mattiolis Epistolarum Medicinalium aus dem Jahr 1561

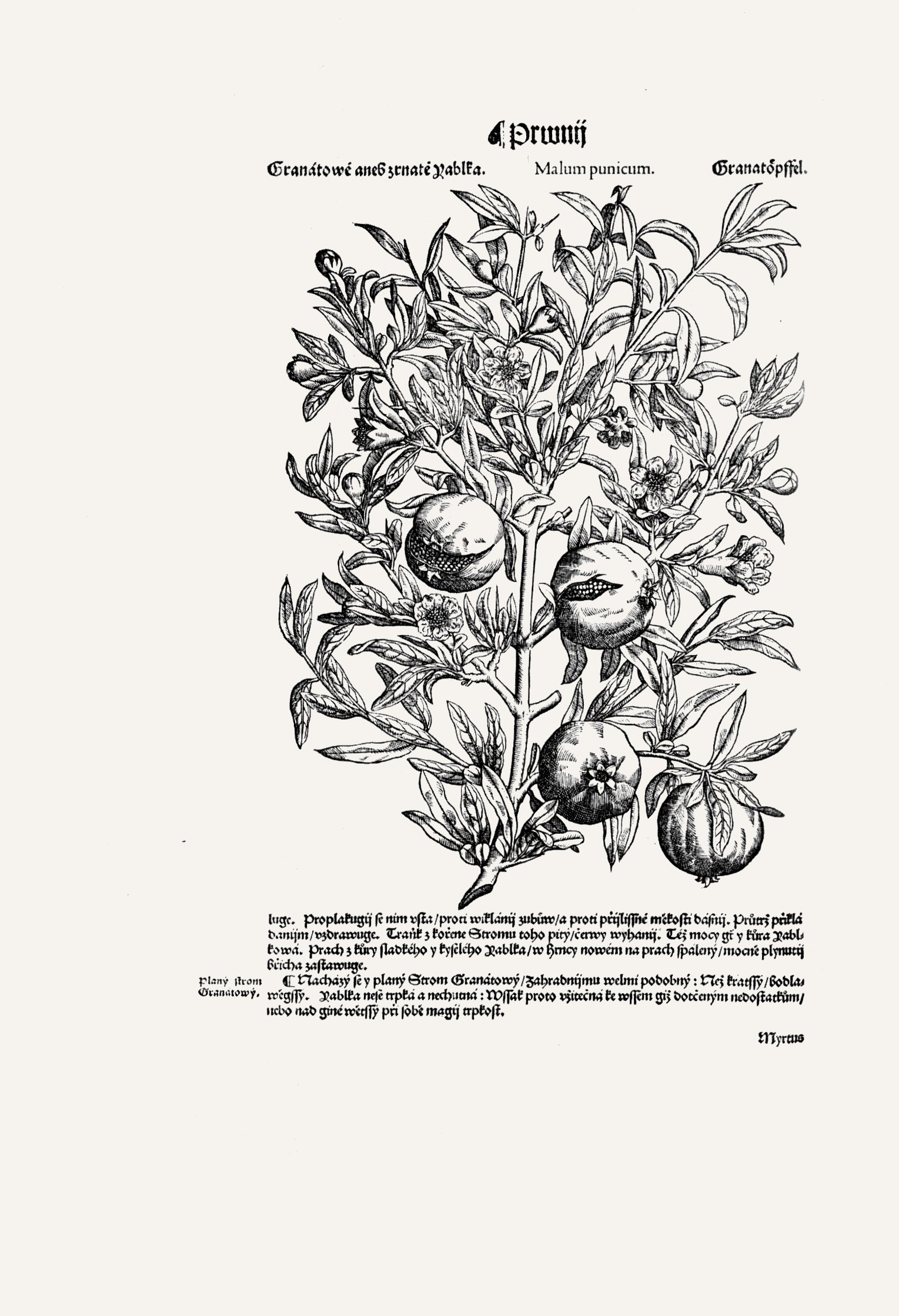
Mattiolis Herbarium aus dem Jahr 1562 – Textseite mit Abbildung

1561 wurde neben einer neuen Ausgabe des Jesus Syrach und einer dritten Bibelausgabe, das Buch Epistolarum Medicinalium libri quinque (Arztbriefe in fünf Büchern) gedruckt, das Briefe des italienischen Arztes, Naturforschers und Botanikers Pietro Andrea Mattioli an bedeutende Patienten enthielt. Mattioli lebte seit 1554 als Leibarzt Ferdinands von Tirol in Prag. Die Arztbriefe, mit deren Abdruck in jener Zeit neue medizinische Entdeckungen publiziert wurden, waren ein Prestigeprojekt und Melantrich ließ sich für diese Gelegenheit wieder ein neues Signet anfertigen, das stolz den lateinischen Wahlspruch  nec igne nec ferro (weder durch Feuer noch durch Eisen (gehe ich unter)) verkündete. Das Buch wurde in ganz Europa verkauft und für diesen Markt mit herrschaftlichen Privilegien ausgestattet.
Anschließend begann Melantrich die Arbeit an einem weiteren, heute wesentlich bekannteren Werk Matthiolis – seinem Herbarium. Das königliche Privileg für die Edition erhielt Melantrich bereits 1554. Die tschechische Ausgabe, übertragen von Thaddaeus Hagecius, war im Jahr 1562 fertig. Hagecius erweiterte und überarbeitete das Buch gegenüber früheren Ausgaben. Initiator der Ausgabe war wahrscheinlich Ferdinand von Tirol, der die Vorbereitung und den Druck nachweislich unterstützte. An der Finanzierung waren aber unter anderem auch Melantrich beteiligt. Vor allem wegen der mehr als 200 großen und aufwendig ausgeführten Holzschnitte war das Projekt noch anspruchsvoller als Melantrichs erste Bibelausgabe. Die deutsche Fassung, die der Arzt Georg Handsch übersetzte, erschien im Jahre 1563. Die beinahe gleichzeitige Edition der tschechischen und der deutschen Fassung deckte den gesamten Buchmarkt in Mitteleuropa ab. Die tschechische Ausgabe wurde in den Ländern der böhmischen Krone und in Polen verkauft, die deutsche in Deutschland, Österreich und anderen Ländern mit Deutsch sprechender Bevölkerung, Böhmen nicht ausgenommen.
Zu jener Zeit gab es noch keinen entwickelten Buchhandel. Die Bücher wurden ungebunden direkt in den Offizinen und auf Jahrmärkten vertrieben, unter anderem auf der Frankfurter Buchmesse, die Melantrich nachweislich besuchte. Ein großer Teil der Bücher wurde auch von Buchbindern verkauft.
Gleichzeitig mit dem Herbarium gab Melantrich drei lateinische Lehrbücher heraus, unter anderem Melanchtons lateinische Grammatik, außerdem eine Reihe kleinerer Publikationen. Im Jahr 1562 edierte Melantrich mindestens 19 Bücher, die höchste Jahresproduktion seiner Druckerei überhaupt.
1563 gab Melantrich unter anderem eine Gedichtsammlung des Bohuslaus Lobkowicz von Hassenstein, ferner das erbauliche Büchlein O nekřesťanském a hrozném lání, rouhání, Bohu zlořečení (Über das unchristliche und schreckliche Wüten, Fluchen und Gotteslästern) und vor allem ein Werk des niederländischen Gelehrten Erasmus von Rotterdam mit dem langen Titel: Kniha Erasma Rotterdamského, v kteréž se jednomu každému křesťanskému člověku naučení dává, jak by se k smrti hotoviti měl (Buch des Erasmus von Rotterdam, in dem einem jeden Christen eine Lehre gegeben wird, wie er sich auf den Tod vorbereiten soll). Es enthält Holzschnitte von Hans Holbein dem Jüngeren, welche dieser in Prag neu anfertigte. Dadurch war es möglich, einige satirische, antikatholische Szenen abzuändern. Den Text übersetzte der oberste Richter Johann Popel von Lobkowitz, der seit 1547 das Amt des böhmischen Zensors versah. Das Buch erschien daher ohne Schwierigkeiten und erlebte sogar eine Neuauflage.
Das wichtigste Werk Melantrichs im Jahr 1564 war das Buch Práva a zřízení zemská království Českého (Die Rechte und die Landesordnung des Königreichs Böhmens) des Wolf z Vřesovic, das die juristische und politische Verfassung des damaligen Böhmens beschreibt. Die Ausgabe enthält unter anderem auch eine ganzseitige Illustration einer Sitzung des Landesgerichts.

### Die Jahre 1564–1570

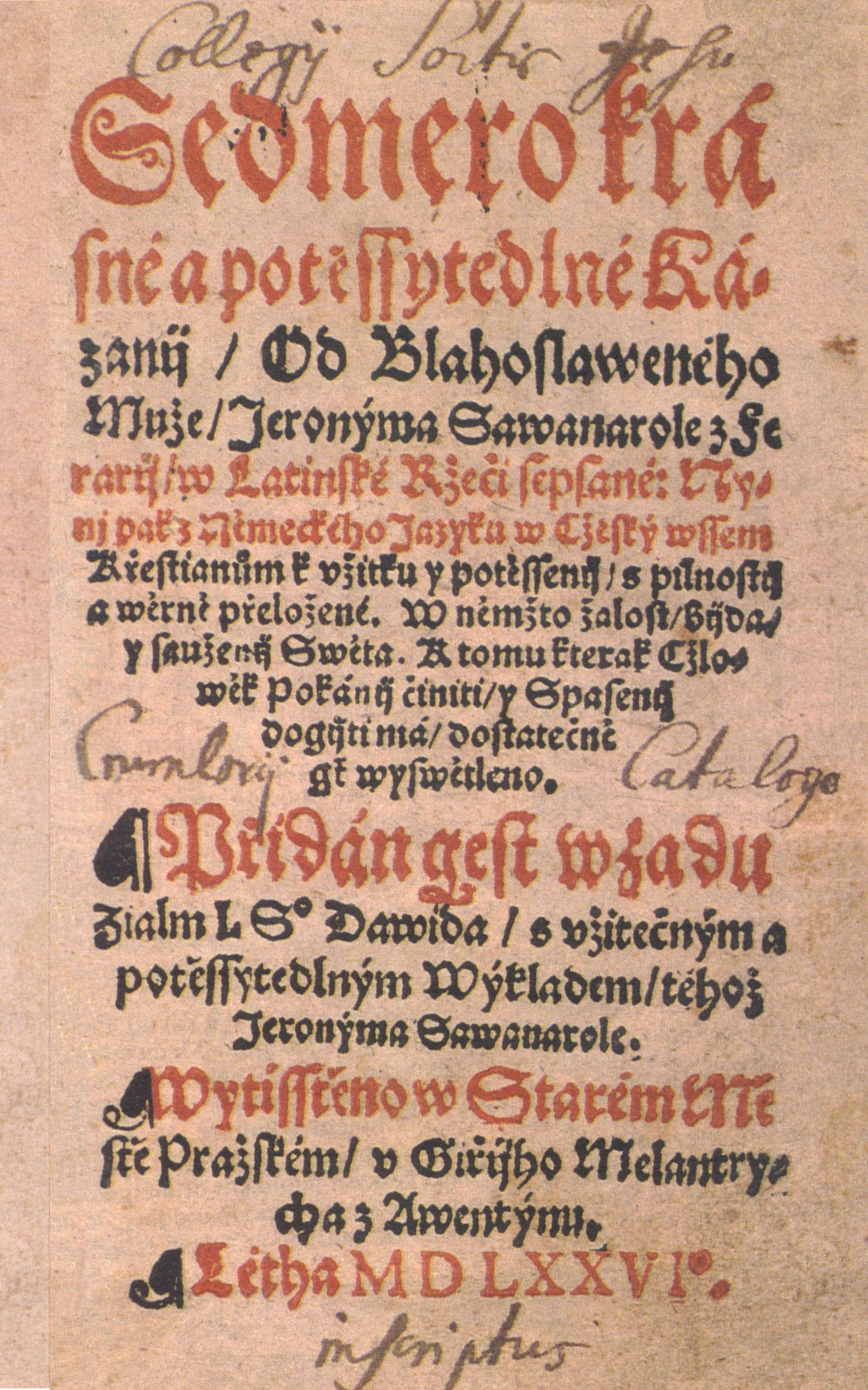
Titelblatt der Sammlung der Predigten Savonarolas, zuerst 1565 herausgegeben, hier in der Neuausgabe von 1576

Nach 1564 kommt es in Melantrichs Produktion zu einem gewissen Bruch. Es werden nur noch eher gängige Titel herausgegeben, teilweise auch Neuauflagen älterer Werke, aber nur wenige wirklich große und gewichtige Projekte, wie es das Herbarium gewesen war. Es gibt mehrere mögliche Gründe. Melantrich war bereits 53 Jahre alt, er widmete sich wieder intensiv der Arbeit im Stadtrat und hatte zudem 1563–67 das große und repräsentative Renaissance-Haus U dvou velbloudů (bei den zwei Kamelen) in Kunešov in der heutigen Melantrichova ulice, bis heute eine der Hauptstraßen der Prager Altstadt, gekauft und komplett renovieren lassen. Dieses Haus, später auch Melantrich-Haus genannt, wurde am Ende des 19. Jahrhunderts abgerissen. Melantrich wohnte hier mit der ganzen Familie, und auch die Druckerei war hier angesiedelt. Ein weiterer Grund für Melantrichs verminderte geschäftliche Aktivität war auch, dass Erzherzog Ferdinand aus Prag weg- und auf das Schloss Ambras in Tirol zog. Prag hatte damit bis in die Zeit Rudolfs II. den Charakter einer Residenzstadt eingebüßt. Bedeutende Persönlichkeiten, Humanisten europäischen Formats und humanistisch orientierte Tschechen, zum Beispiel Thaddaeus Hagecius, wurden nun weit eher vom Hof Maximilians II. in Wien angezogen als von Prag. 1566 starb darüber hinaus Jan Hodějovský z Hodějova, so dass Melantrichs Kreis humanistisch orientierter Freunde und Mitarbeiter, aber auch Mäzene und Kunden, zerfallen war.
1564 erbat Melantrich ein neues Privileg für den Bibeldruck. Er bereitete nicht nur eine Neuauflage vor, sondern war auch bestrebt, Konkurrenten abzuwenden. Darüber hinaus wehrte er sich damit indirekt gegen den illegalen Buchimport, der vor allem die sogenannte Nürnberger Bibel ins Land brachte. Das war eine weitere tschechische Bibelübersetzung, die 1540 von Anton Koberger herausgebracht worden war.
Von den Gelegenheitsarbeiten dieser Periode sind neben kleineren Poesie-Sammlungen die Drucke anlässlich des Todes Kaiser Ferdinands I. zu nennen. Vincenc Makovský z Makova, Verwalter der Schule bei der St. Nikolaus-Kirche auf der Kleinseite, verfasste 1565 die Elegii na smrt císaře Ferdinanda (Elegien zum Tode Kaiser Ferdinands), Erzbischof Antonín Brus z Mohelnice gab seine Grabrede in Druck und auch Heinrich Scribonius, Propst des Metropolitankapitels beim St. Veit, gab seiner Trauer schriftlichen Ausdruck. 1566 schrieb der Humanist Johann Balbin das Werk Querela Iusticie čili Nářek spravedlnosti, in dem es heißt, dass nach dem Tod des Kaisers „die Gerechtigkeit in den Himmel floh und auf der Erde fehlt.“
1565 gab Melantrich auch die Predigten des Girolamo Savonarola unter dem Titel Sedmero krásné a potěšitelné kázání (Sieben schöne und trostreiche Predigten) heraus. Das Buch verkaufte sich offensichtlich gut, denn Melantrich veröffentlichte in den Folgejahren noch zwei Nachdrucke.
Guten Absatz fand auch ein Unterhaltungsbuch mit dem Titel Kronika o Herkulesovi (Chronik von Herkules) des Prager Dekans und Mathematikers Sigmund Antoch von Helfenberg. Die damals gängigen Volksbücher hatte Melantrich nach Ausweis von Bücherlisten und den wenigen erhaltenen Exemplaren praktisch komplett im Programm. Neben den erhaltenen Testamenten der zwölf Patriarchen und dem reich illustrierten allegorischen Spiegel Theriobulia des Johannes Dubravius waren es nach einem Verzeichnis aus dem Jahr 1586: Alexandreis, Apollonius, Brigida, Bruncvík, Eulenspiegel, Fortunatus, Frantova práva (altschechische Schelmenzunft), Jovian, Salman und Morolf, Meluzína, Pyramus und Thisbe und die beliebte Kronika sedmi mudrců (Die sieben weisen Meister).
Eine bemerkenswerte Edition des Jahres 1567 hieß Knížka v českém a německém jazyku složená, kterak by Čech německy a Němec česky … učiti se měl (Büchlein in tschechischer und deutscher Sprache, wie der Tscheche deutsch und der Deutsche tschechisch … lernen soll). Das beliebte Konversationshandbuch des Andreas von Glatau wurde bis zum 17. Jahrhundert nachgedruckt. 1568 gab Melantrich dann unter anderem die lateinischen Komödien des Publius Terentius Afer heraus. Alle diese Bücher verkauften sich sehr gut und dienten als willkommener Ersatz für die großen Editionsprojekte der ersten Hälfte des Dezeniums.

### Nach 1570
1570 kam es endlich zu einer neuen Bibelausgabe. Das Werk war mit neuem Index und Register ausgestattet. Vor allem erhielt es aber einen komplett neuen Satz von Holzschnitten, die von erstklassigen Künstlern speziell für diese Ausgabe geschaffen wurden. Es nimmt daher kein Wunder, dass die Ausgabe durch ihre typographische und künstlerische Qualität zu den besten tschechischen Drucken überhaupt zählt.
Neu gestaltet wurde auch das Titelblatt, auf dem sich unter anderem die einzige bekannte Abbildung Melantrichs findet. Die mehr als einhundert Holzschnitte bedeuteten ein ganz neues Verständnis von Illustration, das sich markant von den damals gängigen Publikationen abhebt und an die zeitgenössische italienische Malerei und Grafik anknüpft. Die Bibel war Kaiser Maximilian II. gewidmet. Nach dessen Tod 1576 setzte Melantrich offensichtlich in dem nicht verkauften Rest der Auflage mit ein neues Titelblatt mit einer Widmung an Kaiser Rudolf II ein. Etwas überraschend gab es zu der Ausgabe von 1570 Anmerkungen seitens der Zensur, obwohl sie sich im Text nicht von früheren Ausgaben unterschied. Dies zeigt offensichtlich die auch anderswo spürbare Spannung und religiöse Polarisierung, die 1618 im zweiten böhmischen Ständeaufstand gipfelte.
Eine Reihe jüngerer Mitarbeiter Melantrichs, die sich in jener Zeit an Ausgaben von Schulbüchern und weiteren Publikationen beteiligten, waren später mit dem Kampf um die Confessio Bohemica verbunden. Ihre Anhänger gehörten in die Reihen der protestantischen Opposition. Unter anderem war es der Prager Rektor Petrus Codicillus von Tulechov, der Aderlass-Kalender und Bauernregeln schrieb und das neue lateinisch-tschechisch-deutsche Wörterbuch vorbereitete, das 1575 mit großem Erfolg herausgegeben wurde. Ein weiterer war der Theologe, Hebräist und Prediger Paul Pressius, der für Melantrich ein Lehrbuch der Grammatik vorbereitete.

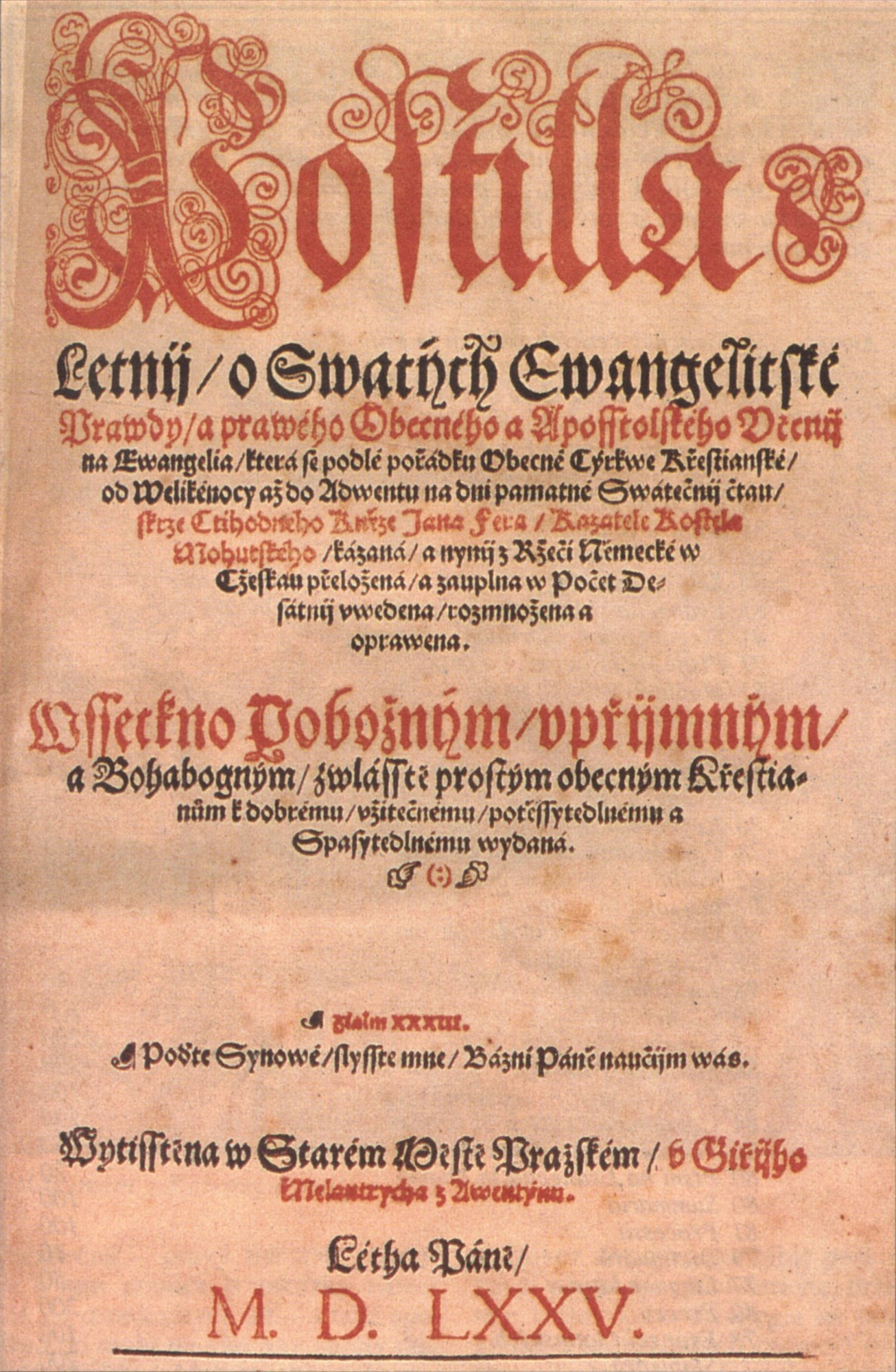
Titelblatt der Postille Johann Ferros aus dem Jahr 1575

Obwohl Melantrich im Bereich religiöser Literatur die lutherische am nächsten war (Rhegius, Mathesius), gab er neben Werken, die von allen Seiten akzeptiert wurden (Jesus Syrach, die Predigten des Erasmus von Rotterdam, Thomas von Kempen) auch ausgesprochen katholische Werke heraus, wie die bereits erwähnten Predigten Savonarolas oder die 1575 auf Kosten des Erzbischofs Antonín Brus und des Wilhelm von Rosenberg gedruckte Postille des Johann Ferro. Diese zweibändige Publikation ragt erneut durch ihre typographische Qualität hervor und es macht nicht den Eindruck, dass Melantrich sie aus Zwang gedruckt hätte, wie zu seiner "Verteidigung" in älterer Literatur angeführt wurde. Viel wahrscheinlicher ist es, dass Melantrich eine möglichst breite Palette anbieten wollte. Ferros Postille ist mit erstklassigen Holzschnitten geschmückt und mit der speziellen Melantrich-Schwabacher gesetzt, die einen kompletten Satz von Diakritika enthielt, so dass es nicht wie bei älteren Drucken notwendig war, mit Digraphen zu arbeiten. Ein Teil der Druckstöcke, die Melantrich für Ferros Postille verwendete, wurde bereits 1564 für die illegale Ausgabe der Postille des Jan Hus verwendet. Die ältere Annahme, dass die Stöcke die Herkunft von Hussens Buch aus Melantrichs Werkstatt beweisen würden, ist jedoch unwahrscheinlich. Melantrich hatte wahrscheinlich die Stöcke gebraucht in Nürnberg gekauft, wo die Postille des Hus 1564 wohl gedruckt worden war.
Die Confessio Bohemica, an der sich eine Reihe von Melantrichs Freunden beteiligte, konnte er selbst mit Rücksicht auf den Kaiser nicht drucken. Im Gegenteil, 1575 gab er ein Gratulationsgedicht des Hofarchivschreibers Paul Seller anlässlich Rudolfs Krönung heraus.

## Zusammenarbeit mit Daniel Adam z Veleslavína

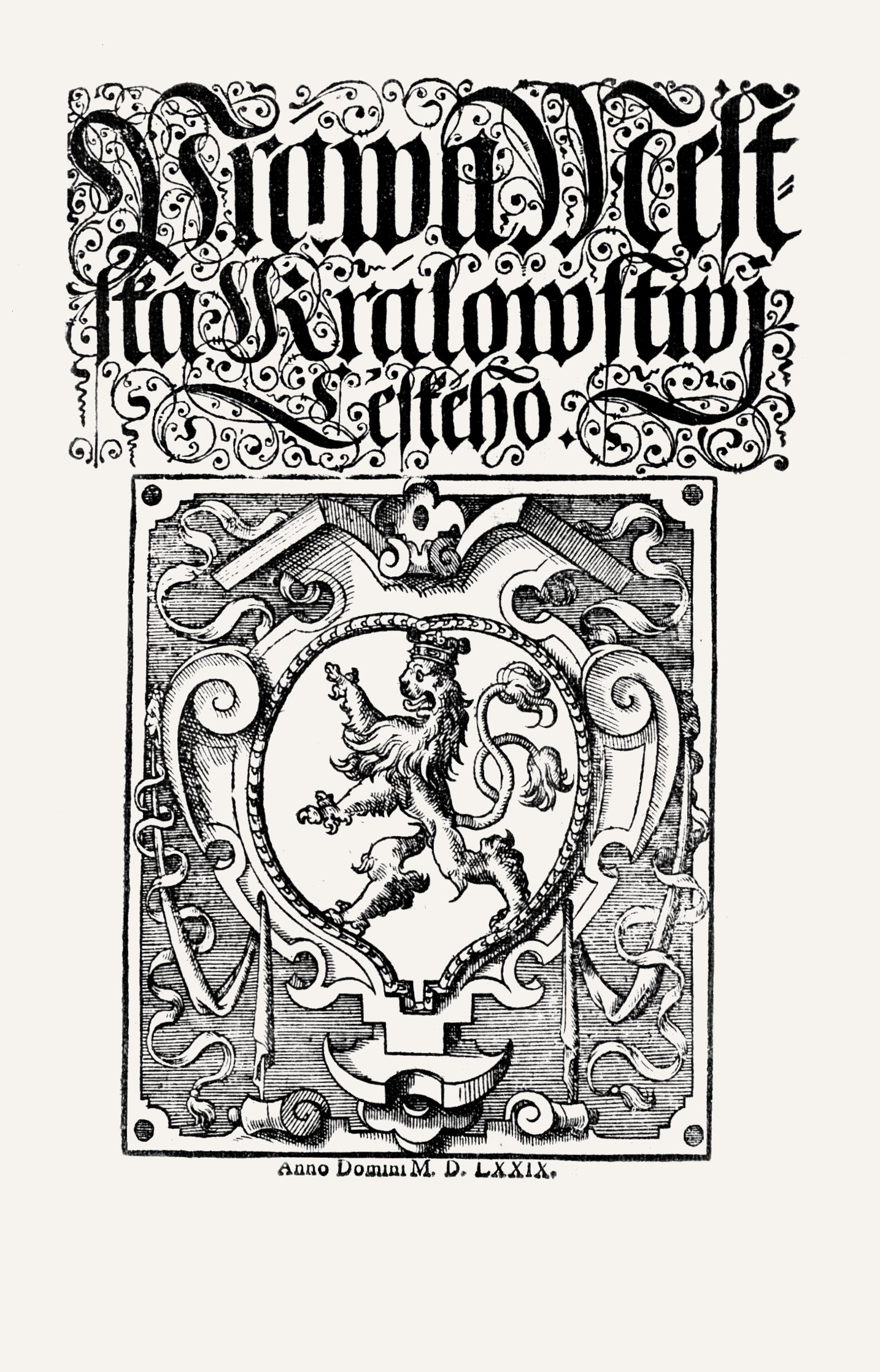
Titelblatt von Koldins Stadtrechten

Im Jahr 1576 verlobte Melantrich seine älteste, damals neunzehnjährige Tochter Anna mit dem dreißigjährigen Prager Professor Daniel Adam z Veleslavína. Er tat es zweifelsohne aus praktischen Gründen, denn er musste den prosperierenden Betrieb einem fähigen Nachfolger übergeben. Die Hochzeit fand am 27. November 1576 statt und bei dieser Gelegenheit erschien ein kleiner Sammelband mit lateinischen Versen. Daniel Adam, der seit 1578 das Prädikat „z Veleslavína“ benutzte, begann gleich nach der Hochzeit als Melantrichs Partner aufzutreten und die Druckerei zu führen. Das brachte neue Dynamik in die Buchedition, aber auch gewisse Betriebsprobleme. Im Jahr 1577 drohte zum Beispiel der Erzbischof mit der Schließung der Druckerei, weil sie irrtümlich oder absichtlich die Bibelausgabe nicht der Zensur vorgelegt hatte. Der dem Calvinismus und der Brüderunität nahestehende Veleslavín war offensichtlich nicht zum feinen Manövrieren und Kompromissen bereit, wie es bis dahin Melantrich getan hatte.
Im Jahre 1577 kamen unter anderem Ciceros lateinische Briefe sowie der umfangreiche lateinische Thesaurus des Basilius Faber heraus. 1578 erschien der vielbeachtete historische Kalender Veleslavíns. 1579 wurde ein weiteres bekanntes Werk gedruckt: Práva městská Království českého (Die Stadtrechte des Königreichs Böhmen) des Juristen Paul Christian von Koldin.
Die oben erwähnten Bücher waren gemeinsames Werk der beiden Drucker. Selbständig gab Melantrich die Lieder des Šimon Lomnický z Budče und die Dialoge des Schweizer Humanisten und Calvin-Gegners Sebastian Castellio heraus. Das letzte Buch Melantrichs war der Massopust (Fastnacht), ein Sittenbuch des utraquistischen Pfarrers Vavřinec Leandr Rváčovský, das in einer derben Sprache geschrieben war.
Am Dienstag, den 15. November 1580 diktierte Melantrich sein Testament. Am Samstag, den 19. November starb er. Er wurde in der Bethlehemskapelle bestattet. Die gespannte Beziehung zu Veleslavín zeigt sich darin, dass ihm Melantrich rein gar nichts vermachte. Den Betrieb erbte Melantrichs damals noch unmündiger Sohn Jiří und auch die übrigen Kinder bedachte der Vater großzügig. Veleslavín führte den Betrieb bis 1584, dann übernahm ihn der volljährig gewordene Jiří. Dieser verschuldete sich jedoch stark. Nach seinem vorzeitigen Tod 1586 übernahm Daniel Adam als Hauptgläubiger die Druckerei erneut. Er führte seine bereits 1576 etablierte und in manchem an Melantrich anknüpfende Editionspolitik fort. Wie Melantrich, war auch Daniel Adam der bedeutendste böhmische Drucker seiner Zeit. Während Melantrich aber eher um Kompromisse und Toleranz bemüht war, handelte Veleslavín viel zielbewusster. Auch darin spiegelten beide die Zeit wider, in der sie lebten.

## Melantrichs Erbe

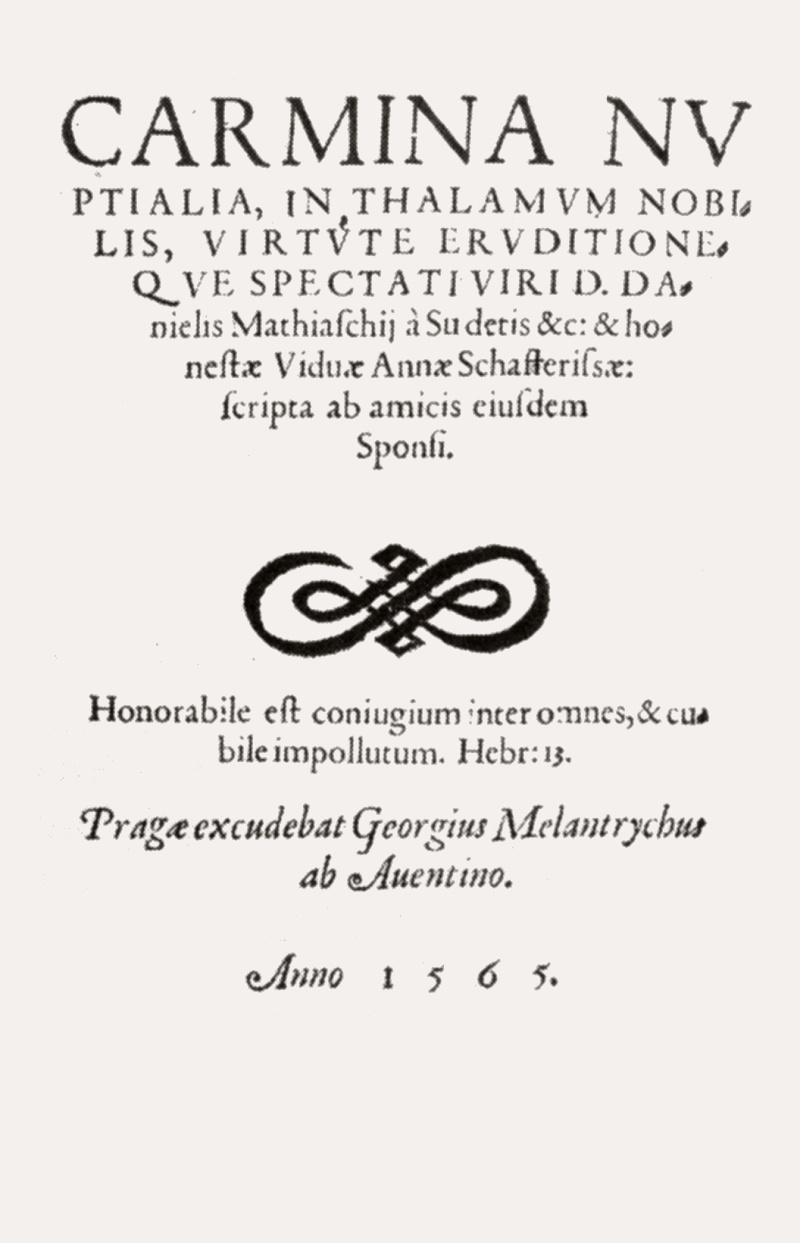
Titelblatt der Gedichtsammlung zur Hochzeit des Budweiser Ratsherrn Daniel Matyáš ze Sudetu aus dem Jahr 1565

### Typograph
Von Melantrichs Ausbildung wissen wir praktisch nichts, aber es ist sehr wahrscheinlich, dass er tatsächlich den Betrieb einer großen Druckerei kennengelernt hatte, wie es etwa Frobens Offizin in Basel gewesen war. Dies legt seine gründliche Kenntnis der Typographie und des Druckerhandwerks nahe, und auch die Erfahrung mit der Verlagstätigkeit, ihrer Organisation und Ökonomie.
Die Qualität von Melantrichs Publikationen besteht nicht nur im guten Satz und sorgfältigen großen Holzschnitten, sondern auch in der typographischen Anordnung des Satzes, der angemessenen und sensiblen Verwendung von Initialen und anderen dekorativen Elementen, in der Komposition einzelner Seiten, was insbesondere in der Gestaltung der Titelblätter erkennbar ist, und auch in der Fähigkeit der Kombination und Auswahl verschiedener Schriftarten. All dies verrät ein offensichtliches künstlerisches Talent. Am deutlichsten ist diese Fähigkeit in den kleinen Drucken lateinischer Poesie sichtbar, denn diese Arbeiten mussten die Aufmerksamkeit der Käufer nicht durch eine große Menge Text binden, der blumig das angebotene Buch anpries.

### Unternehmer
Von 1547 bis 1580 gab Melantrich mindestens 223 Buchtitel und kleinere Drucke heraus. Die Zahl war wahrscheinlich größer, weil besonders die kleinen Gelegenheitsdrucke und die Unterhaltungsliteratur oft nicht erhalten geblieben sind und es auch keine anderen Zeugnisse von ihnen gibt. Von den bekannten Publikationen waren 111 tschechisch, 75 lateinisch, 3 deutsch, eine italienisch und 33 mehrsprachig (Lehr- und Wörterbücher). Auch die thematische Bandbreite von Melantrichs Unternehmen war groß und beweist die Fähigkeit, zur richtigen Zeit eine Marktlücke zu erkennen und abzudecken und geschickt unerwartete Wendungen und Schwierigkeiten zu meistern. Zu Melantrichs Erfolg trug auch bei, dass er fähige Freunde, Mitarbeiter und Mäzene gewinnen konnte. Der Betriebsablauf war so organisiert, dass die Arbeit an umfangreichen repräsentativen Projekten sich mit dem Druck kleinerer Gelegenheits- oder Unterhaltungsbücher abwechselte. Die Auflagen seiner Drucke betrugen einige tausend Stück, eine damals sehr hohe Zahl. Melantrich ergänzte es noch mit häufigen Neuauflagen bereits ausverkaufter Titel. Außerdem spielte er de facto die Rolle des Hof- und Landesdruckers im Königreich Böhmen. Die erhaltenen Texte persönlichen Charakters, besonders Melantrichs Testament oder das Vorwort der Bibel, stellen ihn als einen frommen, aufrichtig gläubigen Mann vor.

### Tschechischer Erztypograph
In der Zeit der nationalen Wiedergeburt, besonders in ihrer Schussphase, wurde Melantrich, ähnlich wie Jan Ámos Komenský oder Jan Hus, außerordentlich populär. Mit seinem unternehmerischen Erfolg, dem humanistischen Weitblick, damit, dass er sein Leben der Edition tschechischer Bücher gewidmet hatte, mit vielen angenommenen und tatsächlichen persönlichen Eigenschaften entsprach er genau den Idealen der sich emanzipierenden tschechischen Gesellschaft. Er wurde daher mit dem Titel tschechischer Erztypograh geehrt, der zum Beispiel auf der Gedenktafel im Rathaus seiner Geburtsstadt Rožďalovice angebracht ist.
Ab dem Jahre 1910 benutzte das Verlagshaus Melantrich den Namen des Renaissancedruckers. Dieser Verlag war während der ersten Republik beinahe von gleich großer Bedeutung wie Melantrich im Böhmen der Renaissance.